# Klebsiella
Die Gattung Klebsiella umfasst gramnegative stäbchenförmige Bakterien der Familie der Enterobacteriaceae. Benannt wurden sie nach dem ostpreußischen Bakteriologen Edwin Klebs. Die Bakterien, mit Ausnahme von Klebsiella aerogenes, haben keine aktive Bewegung und sind von einer Schleimkapsel (Glykokalyx) umgeben. Sie leben unter oxischen Bedingungen, also in Gegenwart von Sauerstoff, aerob, können aber auch ohne Sauerstoff leben, d. h., sie sind fakultativ anaerob. Typisch für Klebsiella ist ein Biofilm, der auf den Kolonien entsteht.
Klebsiella-Arten leben im Boden, in Gewässern und auf Getreide. Von den Klebsiella-Arten sind Klebsiella granulomatis als Erreger des Granuloma inguinale, Klebsiella pneumoniae und Klebsiella aerogenes als Bewohner des Magen-Darm-Traktes medizinisch relevant. Alle Arten sind unempfindlich (resistent) gegen Penicillin. Als Erreger von im Krankenhaus erworbenen Infektionskrankheiten (siehe nosokomialen Infektionen) ist vor allem K. pneumoniae, neben K. aerogenes von Bedeutung, vor allem wenn es sich um multiresistente Bakterienstämme handelt.

## Stoffwechsel
Die Angehörigen der Gattung Klebsiella sind chemoorganotroph, d. h., sie bauen zur Energiegewinnung organische Stoffe ab. Sie sind fakultativ anaerob: Wenn Sauerstoff vorhanden ist (oxisches Milieu), haben sie einen oxidativen Energiestoffwechsel, sie oxidieren die organischen Stoffe zu Kohlenstoffdioxid und Wasser; wenn kein Sauerstoff vorhanden ist, also unter anoxischen Bedingungen, nutzen sie die 2,3-Butandiolgärung zur Energiegewinnung. Hierbei entstehen als Endprodukt vor allem in großen Mengen der Alkohol 2,3-Butandiol und Kohlenstoffdioxid, daneben in geringen Mengen u. a. verschiedene Säuren.
Bei anderen Gattungen der Familie Enterobacteriaceae wie z. B. Escherichia und Salmonella, ist die Gemischte Säuregärung der anaerobe Energiestoffwechselweg, wobei im Gegenteil zu der Butandiolgärung große Mengen von Säuren (Essigsäure, Milchsäure und Bernsteinsäure) als Endprodukte entstehen, aber kein Butandiol. Dieses Merkmal wird zur Unterscheidung der Enterobacteriaceae-Gattungen genutzt. Dazu dient der Voges-Proskauer-Test, mit dem Acetoin, ein Zwischenprodukt der 2,3-Butandiolgärung, nachgewiesen wird. Klebsiella reagiert hierbei also positiv.

## Systematik und Taxonomie
Aktuell (Stand 2019) werden in der Gattung folgende Arten und Unterarten (Subspezies) geführt, K. pneumoniae ist die Typusart.
- Klebsiella alba Xu et al. 2015, sp. nov.
- Klebsiella aerogenes (Hormaeche & Edwards 1960) Tindall et al. 2017 comb. nov.
- Klebsiella granulomatis (Aragão & Vianna 1913) Carter et al. 1999, comb. nov.
- Klebsiella grimontii Passet & Brisse 2018, sp. nov.
- Klebsiella michiganensis Saha et al. 2013, sp. nov.
- Klebsiella oxytoca (Flügge 1886) Lautrop 1956, species
- Klebsiella pneumoniae (Schroeter 1886) Trevisan 1887, species
  - Klebsiella pneumoniae subsp. ozaenae (Abel 1893) Ørskov 1984, comb. nov.
  - Klebsiella pneumoniae subsp. pneumoniae (Schroeter 1886) Ørskov 1984, subsp. nov.
  - Klebsiella pneumoniae subsp. rhinoscleromatis (Trevisan 1887) Ørskov 1984, comb. nov.
- Klebsiella quasipneumoniae Brisse et al. 2014, sp. nov.
  - Klebsiella quasipneumoniae subsp. quasipneumoniae Brisse et al. 2014, subsp. nov.
  - Klebsiella quasipneumoniae subsp. similipneumoniae Brisse et al. 2014, subsp. nov.
- Klebsiella singaporensis Li et al. 2004, sp. nov.
- Klebsiella variicola Rosenblueth et al. 2004, sp. nov.

### Synonyme (Auswahl)
In diesem Abschnitt werden Bakterien aufgeführt, die früher der Gattung Klebsiella angehörten, nun aber zu anderen Gattungen gestellt wurden oder die umgekehrt aus anderen Gattung in Klebsiella überführt wurden.
- K. ozeanae (Abel 1893) Bergey et al. 1925: Jetzt als Unterart Klebsiella pneumoniae subsp. ozeanae geführt.
- K. rhinoscleromatis Trevisan 1887: Nun ebenfalls als Unterart zu K. pneumoniae gestellt; Erreger der als Rhinosklerom bezeichneten Entzündung der Nasenschleimhaut.
- Calymmatobacterium granulomatis Aragão & Vianna 1913 (Approved Lists 1980): Jetzt als K. granulomatis zu der Gattung gestellt. Andere Synonyme: „Encapsulatus inguinalis“ Bergey 1923, „Donovania granulomatis“ Anderson et al. 1944.
- Enterobacter aerogenes Hormaeche & Edwards 1960 und Klebsiella mobilis Bascomb et al. 1971: Beide Namen sind homotypische Synonyme, da beide Arten den gleichen Typusstamm aufweisen. Nach aktueller Taxonomie handelt es sich um Klebsiella aerogenes (Hormaeche & Edwards 1960) Tindall et al. 2017 comb. nov., Enterobacter aerogenes Hormaeche & Edwards 1960 ist das Basonym, während Klebsiella mobilis Bascomb et al. 1971 als Synonym nicht mehr verwendet werden darf, da das Epitheton unzulässig ist.[2]
- „Klebsiella aerogenes“ (Kruse) Taylor et al. 1956: Ist nicht identisch mit Klebsiella aerogenes (Hormaeche & Edwards 1960) Tindall et al. 2017 comb. nov., dieses Bakterium wurde dem Taxon Klebsiella pneumoniae subsp. pneumoniae zugeordnet.[2]

Folgende Arten wurden zu der Gattung Raoultella gestellt:
- Klebsiella terrigena Izard et al. 1981
- Klebsiella ornithinolytica Sakazaki et al. 1989
- Klebsiella planticola Bagley et al. 1982 (Synonym K. trevisanii Ferragut et al. 1983)

## Medizinische Bedeutung
Klebsiellen können Lungenentzündung, Harnwegsinfektion, Bakteriämie, Sepsis, Bauchfellentzündung und intraabdominelle Abszesse verursachen. Nosokomiale Infektionen mit Klebsiella-Arten kommen vor. Für die antibiotische Behandlung von Klebsiellen-Erkrankungen ist die Unterscheidung von Wildtyp und ESBL-positiven Stämmen von Bedeutung.